# Анищино
Анищино (укр. Анищине; до 2025 года — Анискино) — село в Ольховатской сельской общине Купянского района Харьковской области Украины.
Код КОАТУУ — 6321484003. Население по переписи 2001 г. составляет 176 (83/93 м/ж) человек.

## Географическое положение
Село Анискино находится на водоразделе рек Плотва и Ковинка, примыкает к селу Водяное.
Рядом с селом находятся урочище Анищенский Лес (дуб), балки Ивкин Яр и Аниськин Яр, Печки, по которым протекают пересыхающие ручьи.

## Происхождение названия
В некоторых документах село называют Аниськин.

## История
- 1750 — дата основания.
- До 17 июля 2020 года село входило в Ольховатский сельский совет, Великобурлукский район, Харьковская область.

## Экономика
- В селе есть молочно-товарная и свинотоварная фермы.

## Объекты социальной сферы
- Школа.